# Chytračka
Chytračka (v německém originále Die Kluge) je nejznámější operou německého skladatele Carla Orffa. Děj je inspirován pohádkou bratří Wilhelma a Jacoba Grimmů. Premiéru měla opera 20. února 1943 v operním divadle (dnešní Alte Oper) ve Frankfurtu nad Mohanem.

## Zajímavosti
V opeře vystupují postavy tří pobudů, kteří v jednom ze svých vstupů zpívají za doprovodu „echt“ bavorské dechovky cynický text o zmizelé věrnosti. V hudbě spojené s těmito postavami se však můžeme setkat s řadou dalších „crossoverů“ (např. když dotyční ve spojení s postavou mezkaře zpívají a cappella vokální kvarteto ve stylu salonního jazzu).

## Děj opery
Příběh Chytračky je lidovým vyprávěním o chytré ženě a méně chytrém muži (králi) a svým obsahem se tak velmi podobá např. pohádce Boženy Němcové Chytrá horákyně (kterou v Česku zhudebnil Miloš Sedmidubský: Chytrá horákyně) nebo také Královně Koloběžce od Jana Wericha.
Příběh vypráví o sedlákovi, který vyoral na poli zlatý hmoždíř a svůj nález (přes varování své dcery) oznámil králi. Král však sedláka obviní z krádeže paliček (které však sedlák na poli nenašel). Sedlák ve vězení lamentuje nad tím, že neposlechl radu své dcery, což králi vrtá hlavou. Když se od sedláka dozví, jak to ve skutečnosti bylo, pozve dotyčnou na zámek, kde zkouší její chytrost a když děvče uhádne všechny tři otázky, král ji nadšeně požádá o ruku. Za nějaký čas řeší král spor mezi mezkařem a oslařem, komu patří narozené mládě. Král rozhodně v neprospěch oslaře, který byl přitom v právu. Králova žena mu však poradí, jak získat mládě zpět. Má se postavit na cestu, kudy má jet král, rozprostřít na cestu síť, a předstírat, že loví ryby. „Když mezkové rodí oslata, proč by se nedalo rybařit na souši?“ odpovídá oslař králi na dotaz, co to zde vyvádí. Král se rozlítí, tuší totiž, že za tím vším není nikdo jiný než jeho žena. Za tu drzost, že se plete do jeho vladařských povinností, ji vyžene, smí si ale vzít s sebou, co je jí nejdražší. I tentokrát si však chytračka poradí. Uspí krále vínem a nechá jej spícího naložit do truhly a odvést do otcova domu. Když se král vzbudí, s údivem se dozví se, že tím nejmilejším, co si chytračka vzala s sebou domů, je on sám.

## Z inscenační historie v Česku
První inscenaci Chytračky na českém území uvedlo německé městské divadlo v (tehdy sudetském) Liberci 2. listopadu 1943. V češtině byla Chytračka poprvé uvedena v Olomouci 21. února 1960 (společně s Modrovousovým hradem Bély Bartóka), dále pak roku 1966 v Ostravě, 1975 v Brně a teprve poté (1981) v pražském Národním divadlem, které ji pak uvedlo ještě jednou (sezona 2016/2017), a to společně s další Orffovou operou Měsíc. Tuto operu dále uvedly též operní soubory v Ústí nad Labem (1986), Liberci (2002) a dokonce dvakrát v Opavě (1999 a 2017). Diváci v Praze pak mohli Chytračku vidět ještě díky hostování Slovenského Národního divadla (1962) a dále pak v rámci soutěžní přehlídky v roce 2003, díky již zmiňované liberecké inscenaci.